# عقيق مطحلب

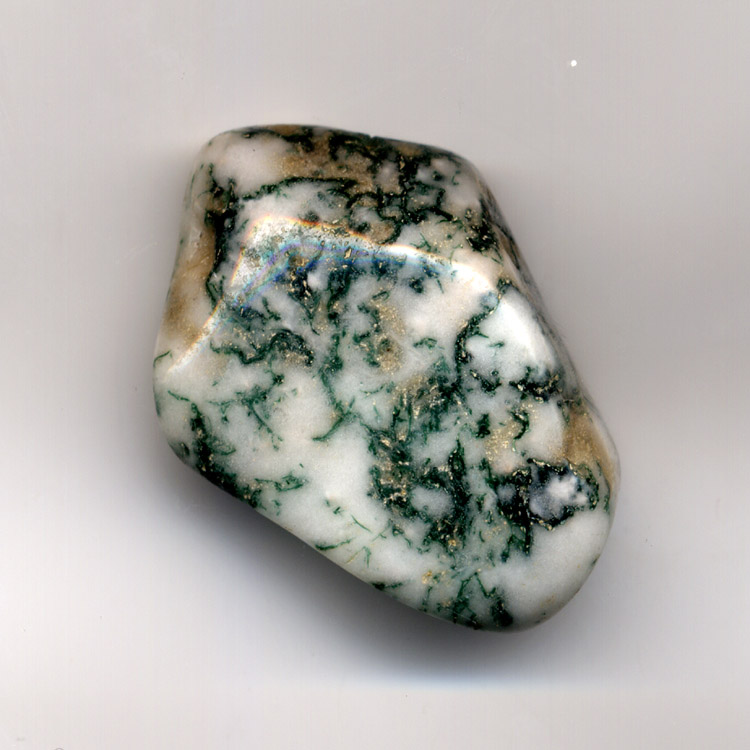
حصاة من حجر العقيق المطحلب, طولها 1 إنج (25ملم).

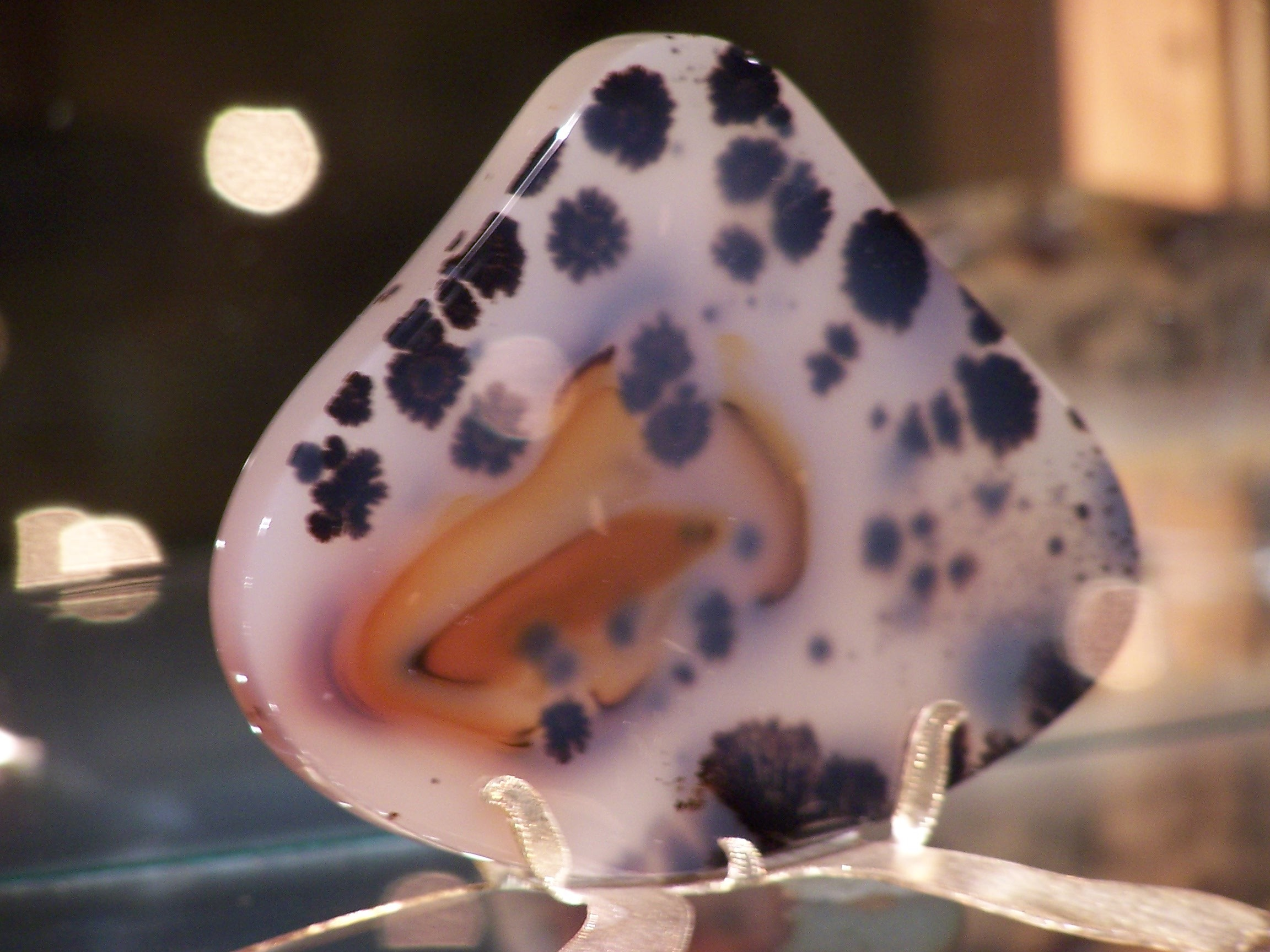
عقيق مطحلب من مونتانا

العقيق المطحلب هو حجر كريم شبه ثمين متكون من ثنائي أكسيد السيليكون، و هو عبارة عن عقيق أبيض يحتوي على معادن ذات لون اخضر مطمورة في الحجر، مشكلة خيوط وأنماط أخرى توحي بوجود طحالب. المساحة الغالبة على الحجر تكون صافية أو بهيئة كوارتز لونه ابيض حليبي، يتضمن معادن بشكل رئيسي تكون اكاسيد المنغنيز أو الحديد. وهو صيغة غير حقيقية من العقيق، لأنه يفتقر إلى ميزة تحديد العقيق من النطاقات متحدة المركز. عقيق الطحلب من الصنف الأبيض مع شوائب خضراء تشبه الطحلب. يحدث في العديد من المواقع. تتشكل الألوان بسبب وجود كميات ضئيلة من المعدن في صورة شوائب، مثل الكروم أو الحديد. يمكن للمعادن صنع ألوان مختلفة حسب تكافؤهم (حالة الأكسدة).